# Umri Kalan
Umri Kalan es un pueblo y nagar Panchayat situada en el distrito de Moradabad en el estado de Uttar Pradesh (India). Su población es de 17803 habitantes (2011). 

## Demografía
Según el censo de 2011 la población de Umri Kalan era de 17803 habitantes, de los cuales 9125 eran hombres y 8678 eran mujeres. Umri Kalan tiene una tasa media de alfabetización del 50,16%, inferior a la media estatal del 67,68%: la alfabetización masculina es del 57,20%, y la alfabetización femenina del 42,74%.